# 捷羚防空飛彈系統
捷羚防空飛彈系統（Antelope Air Defense System）為中華民國中山科學研究院以天劍一型飛彈為核心研發的的陸射防空系統，1995年開始研發，並賦予捷羚防空飛彈系統的研發名稱，1997年6月的漢光十三號演習首次對外公開，2005年正式成軍並加入戰備，正式名稱為“車載劍一”防空系統，肩負低空防空作戰的任務，目前裝備於空軍防空暨飛彈指揮部。

## 量產與配備
天劍一型飛彈在1990年代初F-CK-1經國號戰鬥機決定量產前便已完成相關測試進入量產，然而量產後，政府高層卻因向法國採購幻象2000戰鬥機與美國同意出售F-16戰隼戰鬥機的原因決定要求F-CK-1經國號戰鬥機減產，原本以250架配額量產的天劍一型飛彈瞬間超過中華民國空軍戰鬥機需求，加上當時空軍庫存還保有大量的AIM-9P4響尾蛇飛彈，對空軍後勤來說多了一筆額外壓力，為了讓後勤負荷解套，中科院在國防部參謀本部指示下開發天劍一型陸射版飛彈，本體仍維持天劍一型飛彈的架構，但開發了陸用飛彈發射塔，因此有效射程與當時服役的MIM-72/M48欉樹飛彈沒有太大差別。不過因為使用的新型的紅外線導引尋標器，在抗干擾能力上比起美制品要優秀，不過捷羚防空飛彈開發理由並不是希望空軍全面汰換當時服役的天兵防空系統，而是為了消化過剩的後勤壓力，生產上便一切從簡，除了在量產型上使用比悍馬車更為便宜的TOYOTA DYNA卡車，量產總規模也只有與T-82防空機炮混編2個營，沒有可搭配的野戰偵蒐雷達與管制中心，全靠無線電語音指示，單就飛彈本身比過去採購的美製武器更加優秀，但是以防空系統整合的角度評估時卻十分簡陋，比起有萊茲雷達車指揮的欉樹飛彈還不如。

### 劍影計畫
為提升中華民國陸軍野戰防空作戰能力，以及啟動「衛疆作戰」機動部署太平島的防空飛彈武力，先前陸軍委託中科院以劍一飛彈為基礎，研發增程型劍一飛彈野戰防空飛彈系統的「劍影計劃」，因為太平島距離越南的敦謙沙洲約13公里，這套防空飛彈系統必須涵蓋到越南的敦謙沙洲的海空區域，射程必須從現有劍一飛彈的9公里增程到13公里以上。這套防空飛彈系統主要是在劍一飛彈內加裝導引器，遇到大雨或天候不佳的狀況，經由雷達鎖定目標後，發射後會先由雷達導引，終端則採紅外線來鎖定目標摧毀；此飛彈本身還具有敵我識別、電子反反制及紅外線反反制能力，並可於夜間作戰。但因陸軍於AH-64阿帕契直昇機與UH-60黑鷹直升機兩案占用大部分預算，在預算不足之下，決定不再繼續。但後來經中華民國國防部就三軍通用飛彈的整體評估，中華民國海軍認為相當適合部署在康定級巡防艦上，可取代老舊的MIM-72/M48欉樹飛彈。
2015年8月的台北國際航太暨國防工業展，海基的海劍羚飛彈系統正式曝光，於2023年開始量產。
2017年8月的台北國際航太暨國防工業展，除了艦載的海劍羚之外，中科院也在規劃陸射版的海劍羚，將飛彈發射系統、雷達以及射控系統都裝載於載重車輛上，成為陸基短程機動防空系統。

## 性能

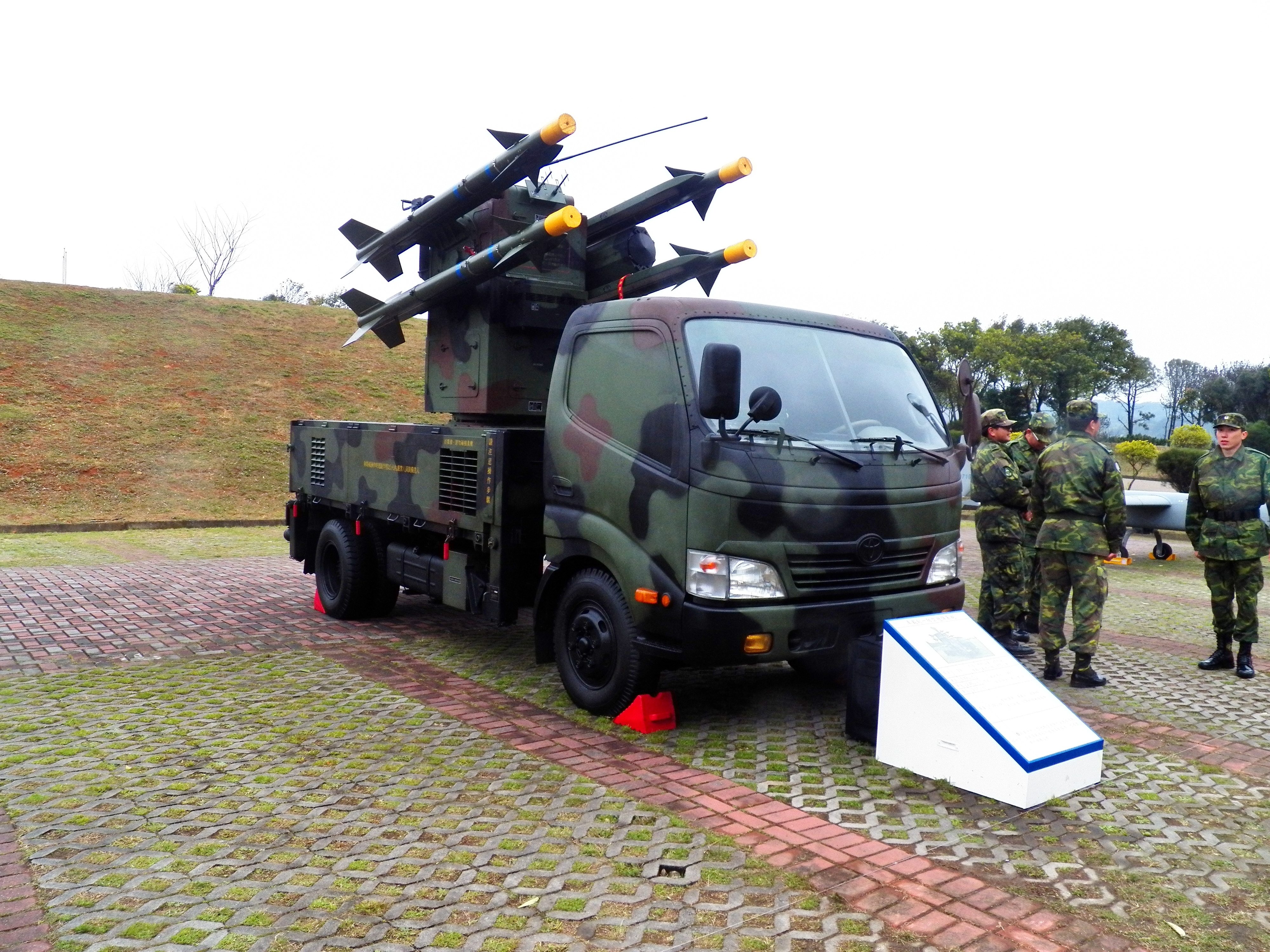
捷羚防空飛彈系統

捷羚防空飛彈主要由一飛彈發射塔構成，該發射塔裝有以天劍二型尋標器改造的目標偵蒐系統，射控系統由Windows 98平台編寫；理論上發射塔整合了目標獲得、射控能力，以及4枚天劍一型飛彈，無論日、夜均可輕易偵獲敵機。但是Windows系統有著先天穩定性差的問題，而中華民國國軍缺乏螺旋升級概念，因此該系統運作穩定度不足，後期射控軟體升級使用Windows XP平台運作，但是相關硬體升級有限的狀況使得運作穩定性更加堪慮。
捷羚防空飛彈只需兩人便可操作，射手與追瞄手在卡車駕駛座上工作，也可用電纜聯結在車外操縱。
由於缺少其他整合裝備，只要能放置飛彈發射塔的載臺都可運用捷羚防空飛彈系統；最初研發時，有以悍馬車，及CM-31裝甲車背負測試，之後量產型以TOYOTA DYNA卡車背負。這也代表了捷羚飛彈本身沒有在車上設有備射彈儲藏設備，飛彈打光了需要再裝彈的時間相當耗時。飛彈發射車進行作戰時，會有一輛彈藥車隨同作戰，車上可裝載12枚天劍一型飛彈。
可連接CS/MPQ-78雷達以提升其系統戰力，CS/MPQ-78雷達一次可導控2門地面防砲與4座飛彈發射器／車。

## 裝備
- 車載4枚天劍一型飛彈
- 37A跳頻無線電機

## 定名
捷羚防空飛彈取名典故為該計畫主要負責人，中科院天劍計畫室工程師夏幼羚。